# Strażnica WOP Stuposiany
Strażnica Wojsk Ochrony Pogranicza Stuposiany – zlikwidowany podstawowy pododdział graniczny Wojsk Ochrony Pogranicza pełniący służbę graniczną na granicy polsko-radzieckiej.

## Formowanie i zmiany organizacyjne
Strażnica została sformowana w 1945 w strukturze 37 komendy odcinka jako 166 strażnica WOP (Stuposiany) o stanie 56 żołnierzy. Kierownictwo strażnicy stanowili: komendant strażnicy, zastępca komendanta do spraw polityczno-wychowawczych i zastępca do spraw zwiadu. Strażnica składała się z dwóch drużyn strzeleckich, drużyny fizylierów, drużyny łączności i gospodarczej. Etat przewidywał także instruktora do tresury psów służbowych oraz instruktora sanitarnego.
W związku z reorganizacją oddziałów WOP, 24 kwietnia 1948 251 strażnica OP Stuposiany została włączona w struktury 35 batalionu Ochrony Pogranicza w Baligrodzie, a po jego rozformowaniu 1 stycznia 1951 263 batalionu WOP w Ustrzykach Dolnych.
Od 15 marca 1954 wprowadzono nową numerację strażnic. Strażnica III kategorii otrzymała numer 166 w skali kraju.

## Strażnice sąsiednie
- 165 strażnica WOP Hulskie ⇔ 167 strażnica WOP Bukowiec – 1946
- 250 strażnica OP Hulskie ⇔ 252 strażnica OP Ustrzyki Górne – 1949
- 165 strażnica WOP Szewczenko kat. III ⇔ 167 strażnica WOP Ustrzyki Dolne kat. III – 15.03.1954.